# Бобыри (род)
Бобыри — казацко-офицерский, впоследствии дворянский род.
Происходит от шляхтича Даниила Фёдоровича Бобыря, корсунского старосты (1686) и полковника правобережного Войска Запорожского (1686). Впоследствии Даниил поселился в Гетманщине и занимал должность войскового товарища (1691). 
Его потомки образовали в местечке Стольное (ныне село Менского района Черниговской области) династию столенских сотников Черниговского полка: эту должность занимал его сын Иван Данилович, 1727—1754 — внук Роман Иванович. Сотниками столенскимы были и правнуки основателя рода: 1770—1779 — Иван Романович и 1779—1784 — Степан Романович. 
После отмены казацких чинов Иван Романович был прокурором Черниговского губернского магистрата (1792) и Черниговской верхней расправы (1799). Его брат — Степан Романович — участник многих военных кампаний конца XVIII — начала XIX века, генерал-майор и шеф Изюмского гусарского полка.
Род Бобыри внесён во 2-ю и 3-й часть Родословных книг Черниговской губернии.